# David Pfeffer

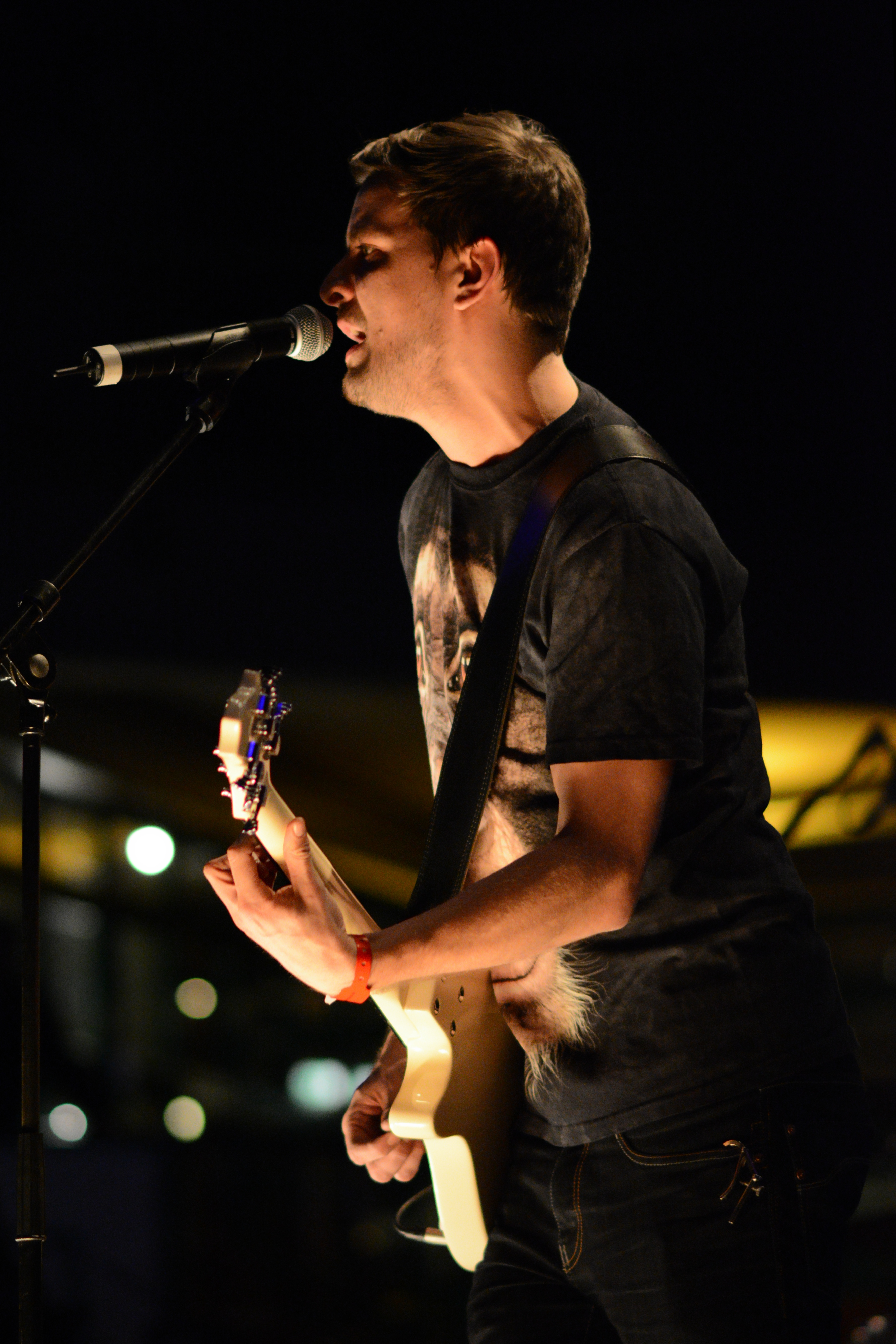
David Pfeffer 2014

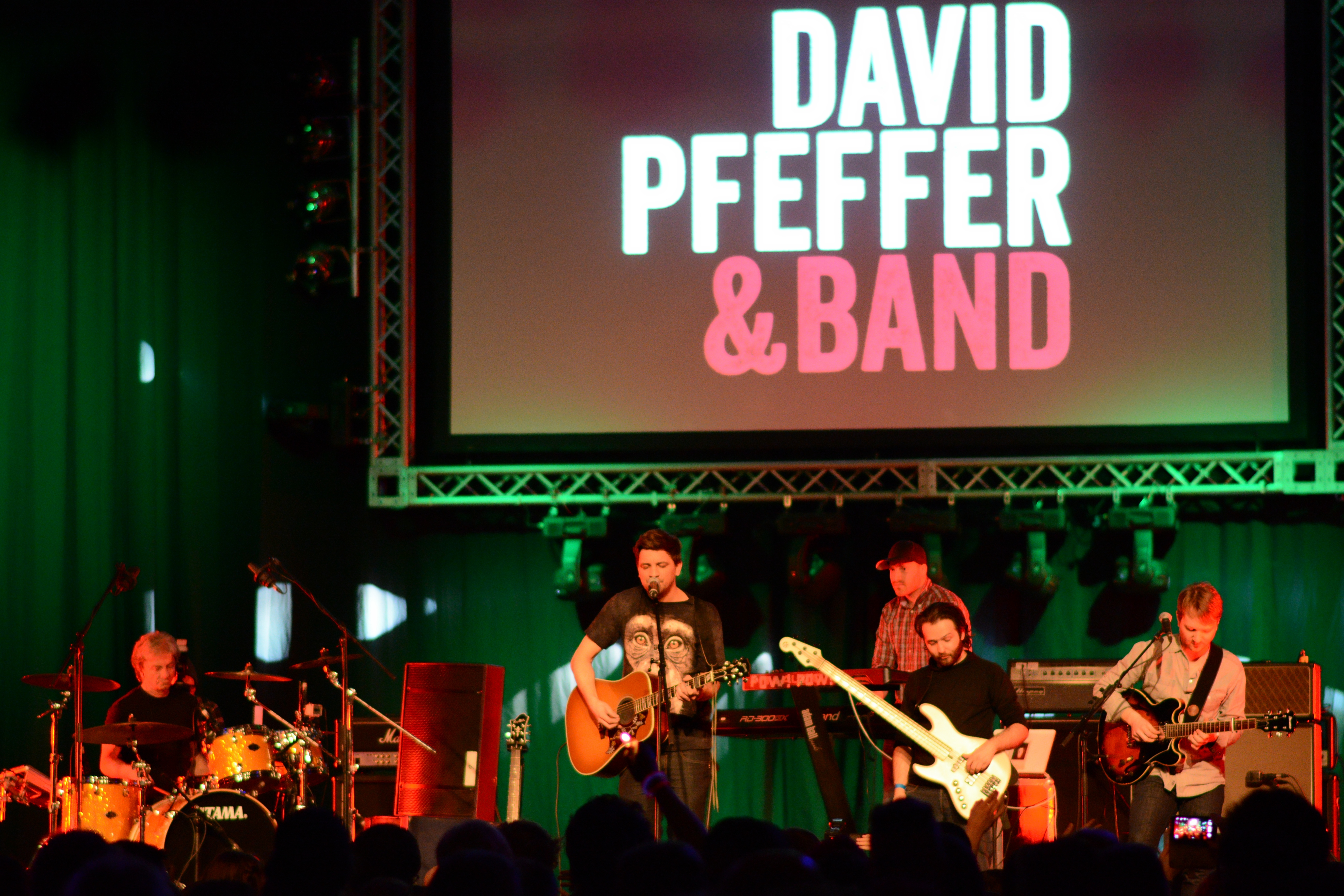
David Pfeffer & Band, 2014

David Pfeffer (* 11. April 1982 in Herten) ist ein deutscher Sänger und Songwriter. Im Dezember 2011 gewann er die zweite Staffel der deutschen Version der Gesangs-Castingshow X Factor.

## Biografie
Von August bis Dezember 2011 nahm Pfeffer an der zweiten Staffel der deutschen Castingshow X Factor bei VOX teil. Mit Juror Till Brönner als Mentor trat er in der Kategorie der Solosänger ab 25 Jahren an. Er gewann das Finale am 6. Dezember 2011 gegen Raffaela Wais und erhielt einen Plattenvertrag bei Sony BMG. Das Lied I’m Here, das Pfeffer im Finale der Castingshow gesungen hatte, wurde am selben Tag als Single veröffentlicht. Am 9. Dezember 2011 erschien sein erstes Studioalbum I Mind.
Ende 2012 begann Pfeffer mit den Produzenten Dave Anderson (Sportfreunde Stiller) und Achim Lindermeir (Itchy Poopzkid) die Arbeit am Album Waking Life and Fading Pictures, das im Oktober 2013 bei Smarten-Up/Rough Trade erschienen ist. Im Dezember 2015 veröffentlichte er das Album Acoustic Versions; 2017 folgte Cinematic und 2019
Life in Pieces. Im Oktober 2020 soll sein erstes deutschsprachiges Album mit dem Titel Mit anderen Worten erscheinen.

### Auftritte beiX Factor
| Show (Ausstrahlungsdatum) | Song (Originalinterpret)                       | Prozentzahl der Stimmen |
| ------------------------- | ---------------------------------------------- | ----------------------- |
| Casting                   | You Found Me (The Fray)                        | —                       |
| Superbootcamp             | True Colors (Cyndi Lauper)                     | —                       |
| Superbootcamp             | Stop Crying Your Heart Out (Oasis)             | —                       |
| Juryhaus                  | The Reason (Hoobastank)                        | —                       |
| Top 12 (18. Oktober 2011) | Stop and Stare (OneRepublic)                   | 14,8 % (2/12)           |
| Top 10 (25. Oktober 2011) | Use Somebody (Kings of Leon)                   | 28,1 % (1/10)           |
| Top 9 (1. November 2011)  | Every Breath You Take (The Police)             | 25,8 % (1/9)            |
| Top 8 (8. November 2011)  | What Is Love (Haddaway)                        | 27,9 % (1/8)            |
| Top 7 (15. November 2011) | Nothing Compares 2 U (The Family)              | 25,8 % (1/7)            |
| Top 5 (22. November 2011) | Valerie (The Zutons)                           | 31,1 % (1/6)            |
| Top 5 (22. November 2011) | Hometown Glory (Adele)                         | 31,1 % (1/6)            |
| Top 4 (29. November 2011) | Angel (Sarah McLachlan)                        | 35,4 % (1/4)            |
| Top 4 (29. November 2011) | Yellow (Coldplay)                              | 35,4 % (1/4)            |
| Top 3 (6. Dezember 2011)  | I’m Here (David Pfeffer)                       | 48,5 % (1/3)            |
| Top 3 (6. Dezember 2011)  | First Day of My Life (gemeinsam mit Melanie C) | 48,5 % (1/3)            |
| Top 2 (6. Dezember 2011)  | The Reason (Hoobastank)                        | 60,5 % (1/2)            |

Legende:
|  | Platz 1 in der Telefonabstimmung |

## Diskografie
Alben
- 2011: I Mind
- 2013: Waking Life and Fading Pictures
- 2015: Acoustic Versions
- 2017: Cinematic
- 2019: Life in Pieces
- 2023: Nie im Leben

EPs
- 2015: View

Singles
- 2011: I’m Here
- 2012: Riot in My Veins
- 2013: Polaroid
- 2017: Break the Silence
- 2017: Piece of Art
- 2017: With You 2.0 (Remix) – David Pfeffer & Mogul
- 2017: Flaws (OSN Remix)
- 2017: So Far Away
- 2017: Wait
- 2018: Dance
- 2020: Perfekt